# Société Anonyme d'Entreprise Generale de Travaux
La Société Anonyme d'Entreprise Generale de Travaux (EGT, ma anche Engetra) fu una società belga che ha operato nel campo delle costruzioni immobiliari e in quello dell'esercizio di linee tranviarie.

## Storia
Ideata alla fine del 1879 da Jules Demonceau della Banque Liégeoise e da Eugène de Meeus del Comptoir General, fu costituita il 23 febbraio 1880 a Bruxelles con la sottoscrizione di cinque milioni di franchi. Di questi cinque, due furono destinati agli investimenti in Italia.
L'Engetra cessò le attività il 20 dicembre 1956 quando si fuse con la belga Sofina.

### Attività in Italia
Nel corso del 1881, l'Engetra acquistò la maggioranza dell'Impresa Romana degli Omnibus che fu ribattezzata Società Romana Omnibus (SRO), poi ridenominata Società Romana Tramways Omnibus (SRTO) e destina due dei cinque milioni di franchi del suo capitale agli investimenti italiani. Nello stesso anno la società ottenne in concessione dalla Deputazione della provincia di Brescia la costruzione e l'esercizio della linea tranviaria Brescia – Montichiari (24 agosto), mentre dalla provincia di Mantova ottenne la Mantova-Ostiglia e la Mantova-Castiglione delle Stiviere (28 novembre), nell'ambito della concessione della tranvia Brescia-Mantova-Ostiglia che fu aperta integralmente all'esercizio l'8 agosto 1886.
Nel 1884, la società costituì un'impresa collegata, la Société Anonyme Tramways des Romagnes, che l'anno seguente acquistò le concessioni delle tranvie Forlì – Meldola e Ravenna – Forlì da Giovanni Brusaporci, che le aveva costruite ed esercite nei primi anni.
La sede della rappresentanza in Italia fu dapprima posta a Roma. In seguito, essa fu trasferita a Bologna e quindi, nel 1900, a Mantova.
L'Engetra si occupò anche della costruzione della deviazione Montichiari – Carpenedolo – Castiglione delle Stiviere, aperta il 3 settembre 1911, e della diramazione Castiglione delle Stiviere – Lonato – Desenzano, inaugurata il 5 novembre 1911.
All'inizio degli anni dieci del XX secolo, la società avvertì il bisogno di ristrutturare il suo parco tranviario e quello delle sue collegate in modo che l'esercizio delle linee e del materiale diventasse più efficiente. Nel 1912 la Tramways de Romagne, mutò nome in Tramways de Lombardie et Romagnes (SATLR). Il 15 novembre, dopo aver ottenuto l'approvazione delle amministrazioni provinciali di Mantova e Brescia, l'Engetra trasferì il pacchetto delle concessioni della Brescia – Mantova – Ostiglia alla sua controllata.
Nel corso del 1929, l'Engetra cedette le proprie quote della SATLR ad un gruppo di capitalisti italiani.